# Banga (Punyab)
Banga es una ciudad de la India en el distrito de Shahid Bhagat Singh Nagar, dentro del Estado de Panyab.

## Geografía
Se encuentra a una altitud de 250 m s. n. m. a 111 km de la capital estatal, Chandigarh, en la zona horaria UTC +5:30. Se encuentra en la parte noroeste de la India, a unos cientos de kilómetros al sur de Cachemira y al oeste de las elevaciones del Himalaya, de hecho en un día despejado, se pueden apreciar las cumbres nevadas en el horizonte.

## Demografía
Según estimación 2010 contaba con una población de 19 331 habitantes.